# Sandy Macedo
Sandy Camila Leite Macedo (14 de abril de 2001) es una deportista brasileña que compite en taekwondo.
Ganó una medalla en los Juegos Panamericanos de 2023 y tres medallas en el Campeonato Panamericano de Taekwondo entre los años 2021 y 2024. Además, obtuvo una medalla de oro en los Juegos Panamericanos Júnior de 2021, en la categoría de –57 kg.

## Palmarés internacional
| Juegos Panamericanos    | Juegos Panamericanos         | Juegos Panamericanos | Juegos Panamericanos |
| Año                     | Lugar                        | Medalla              | Categoría            |
| ----------------------- | ---------------------------- | -------------------- | -------------------- |
| 2023                    | Santiago (Chile)             | Medalla de bronce    | Equipo               |
| Campeonato Panamericano |                              |                      |                      |
| Año                     | Lugar                        | Medalla              | Categoría            |
| 2021                    | Cancún (México)              | Medalla de plata     | –57 kg               |
| 2022                    | Punta Cana (Rep. Dominicana) | Medalla de plata     | –57 kg               |
| 2024                    | Río de Janeiro (Brasil)      | Medalla de bronce    | –67 kg               |